# Liste des joueuses de Challes-les-Eaux Basket
Liste des joueuses de Challes-les-Eaux Basket recense les effectifs des différents saisons de l'équipe de basket-ball féminin de l'équipe française de Challes-les-Eaux.

## Saison 2011-2012 (LFB)
Entraineur : Aldo Corno
Entraineur adjoint : Rachid Meziane
| Numéro | Nom             | Date de naissance | Age    | Taille | Nationalité | Poste      |
| 4      | Anaël Lardy     | 24/10/1987        | 24 ans | 1,70 m | France      | Meneuse    |
| 5      | Romy Bär        | 17/05/1987        | 24 ans | 1,89 m | Allemagne   | Arrière    |
| 6      | Alexia Plagnard | 02/01/1990        | 21 ans | 1,72 m | France      | Meneuse    |
| 8      | Mistie Mims     | 02/12/1983        | 27 ans | 1,91 m | États-Unis  | Pivot      |
| 9      | Mélanie Plust   | 06/10/1989        | 22 ans | 1,71 m | France      | Arrière    |
| 10     | Sara Chevaugeon | 12/02/1993        | 17 ans | 1,75 m | France      | Ailière    |
| 13     | Manon Morel     | 01/06/1992        | 19 ans | 1,92 m | France      | Intérieure |
| 14     | Danielle Page   | 14/11/1986        | 24 ans | 1,88 m | États-Unis  | Ailière    |
| 15     | Emilija Podrug  | 20/12/1979        | 31 ans | 1,90 m | Croatie     | Intérieure |

### Saison 2010-2011 (LFB)
Entraineur : Aldo Corno
Entraineur adjoint : Rachid Meziane
| Numéro | Nom                | Date de naissance | Age    | Taille | Nationalité       | Poste      |
| 4      | Romy Bär           | 17/05/1987        | 23 ans | 1,89 m | Allemagne         | Ailière    |
| 5      | Bianca Thomas      | 20/08/1988        | 22 ans | 1,81 m | États-Unis        | Arrière    |
| 6      | Alexia Plagnard    | 02/01/1990        | 20 ans | 1,72 m | France            | Meneuse    |
| 7      | Sabrina Palie      | 23/07/1981        | 29 ans | 1,72 m | France            | Arrière    |
| 8      | Mistie Bass        | 02/12/1983        | 26 ans | 1,91 m | États-Unis        | Intérieure |
| 9      | Magali Lacroix     | 22/04/1975        | 35 ans | 1,86 m | France            | Intérieure |
| 11     | Élodie Tadeuszack  | 05/10/1991        | 19 ans | 1,74 m | France            | Ailière    |
| 12     | Clarisse Costaz    | 28/02/1986        | 24 ans | 1,70 m | France            | Meneuse    |
| 13     | Manon Morel        | 1992              | 18 ans | 1,92 m | France            | Pivot      |
| 14     | Lalya Sidibé       | 15/03/1991        | 19 ans | 1,78 m | France            | Arrière    |
| 15     | Jennifer Fleischer | 17/02/1984        | 26 ans | 1,95 m | Israël États-Unis | Pivot      |

### Saison 2009-2010 (LFB)
Entraineur : Aldo Corno
Entraineur adjoint : Rachid Meziane
| Numéro | Nom                       | Date de naissance | Age    | Taille | Nationalité   | Poste      |
| 4      | Kristen Brooke Sharp      | 18/04/1981        | 28 ans | 1,75 m | États-Unis    | Meneuse    |
| 5      | Kirby Copeland            | 29/06/1985        | 24 ans | 1,82 m | États-Unis    | Arrière    |
| 6      | Elīna Babkina             | 24/04/1989        | 20 ans | 1,72 m | Lettonie      | Meneuse    |
| 7      | Laina Badiane             | 07/09/1985        | 24 ans | 1,82 m | France        | Ailière    |
| 8      | Maria Ruzickova           | 18/11/1986        | 22 ans | 1,89 m | Slovaquie     | Intérieure |
| 9      | Magali Lacroix            | 22/04/1975        | 34 ans | 1,86 m | France        | Intérieure |
| 10     | Stéphanie Dubois          | 18/06/1983        | 26 ans | 1,83 m | France        | Arrière    |
| 13     | Martina Luptakova-Gyurcsi | 15/11/1977        | 31 ans | 1,84 m | France        | Ailière    |
| 14     | Silvia Janostinova-Bedu   | 23/06/1978        | 31 ans | 1,93 m | France        | Pivot      |
| 15     | Ivanka Matić              | 29/05/1979        | 30 ans | 1,95 m | Serbie        | Pivot      |
| 15     | Aïda Fall                 | 10/11/1986        | 23 ans | 1,92 m | France        | Pivot      |
|        | Coralie Magoni            | 01/07/1990        | 19 ans | 1,60 m | France        | Meneuse    |
|        | Lalya Sidibé              | 15/03/1991        | 18 ans | 1,76 m | France        | Arrière    |
|        | Whitney Miguel            | 30/09/1991        | 18 ans | 1,82 m | France Angola | Ailière    |

### Saison 2008-2009 (LFB - Eurocoupe)
Entraineur : Corinne Benintendi
Entraineur adjoint : Rachid Meziane
| Numéro | Nom                       | Date de naissance | Age    | Taille | Nationalité | Poste      |
| 4      | Carly Jane Wilson         | 08/07/1982        | 26 ans | 1,80 m | Australie   | Arrière    |
| 5      | Kirby Copeland            | 29/06/1985        | 23 ans | 1,82 m | États-Unis  | Meneuse    |
| 7      | Laina Badiane             | 07/09/1985        | 23 ans | 1,82 m | France      | Intérieure |
| 8      | Émilie Duvivier           | 05/02/1984        | 24 ans | 1,68 m | France      | Meneuse    |
| 10     | Stéphanie Dubois          | 18/06/1983        | 25 ans | 1,83 m | France      | Arrière    |
| 11     | Mélanie Arnaud            | 26/04/1988        | 20 ans | 1,85 m | France      | Ailière    |
| 12     | Ivona Bogoje              | 31/10/1976        | 31 ans | 1,93 m | Croatie     | Pivot      |
| 12     | Marlous Nieuwveen         | 12/04/1980        | 28 ans | 1,95 m | Pays-Bas    | Pivot      |
| 13     | Martina Luptakova-Gyurcsi | 15/11/1977        | 30 ans | 1,84 m | Slovaquie   | Ailière    |
| 14     | Silvia Janostinova-Bedu   | 23/06/1978        | 30 ans | 1,93 m | France      | Intérieure |
| 15     | Aïda Fall                 | 10/11/1986        | 21 ans | 1,95 m | France      | Pivot      |

### Saison 2007-2008 (LFB - Eurocoupe)
Entraineur : Corinne Benintendi
Entraineur adjoint : Mathieu Chauvet
| Numéro | Nom                       | Date de naissance | Age    | Taille | Nationalité        | Poste      |
| 4      | Tiffany Jackson           | 26/04/1985        | 22 ans | 1,91 m | États-Unis         | Intérieure |
| 5      | Claire Vanhoutrève        | 15/06/1990        | 17 ans | 1,74 m | France             | Arrière    |
| 6      | Chandi Jones              | 25/03/1982        | 25 ans |        | États-Unis         | Arrière    |
| 7      | Laina Badiane             | 07/09/1985        | 22 ans | 1,82 m | France             | Intérieure |
| 8      | Émilie Duvivier           | 05/02/1984        | 23 ans | 1,68 m | France             | Meneuse    |
| 9      | Slavka Frniakova          | 09/09/1979        | 28 ans | 1,67 m | Slovaquie          | Meneuse    |
| 9      | Amra Mehmedic             | 21/11/1981        | 25 ans | 1,77 m | Bosnie-Herzégovine | Meneuse    |
| 10     | Stéphanie Dubois          | 18/06/1983        | 24 ans | 1,83 m | France             | Arrière    |
| 11     | Johanne Gomis             | 11/07/1985        | 22 ans | 1,78 m | France             | Arrière    |
| 12     | Marlous Nieuwveen         | 12/04/1980        | 27 ans | 1,95 m | Pays-Bas           | Pivot      |
| 13     | Martina Luptakova-Gyurcsi | 15/11/1977        | 29 ans | 1,84 m | Slovaquie          | Ailière    |
| 14     | Jessica Davenport         | 24/06/1985        | 22 ans | 1,96 m | États-Unis         | Pivot      |
| 15     | Marie Bacquet             | 26/11/1983        | 23 ans | 1,92 m | France             | Pivot      |

### Saison 2006-2007 (LFB)
Entraineur : Corinne Benintendi
Entraineur adjoint : Mathieu Chauvet
| Numéro | Nom               | Date de naissance | Age    | Taille | Nationalité | Poste      |
| 4      | Jessica Moore     | 09/07/1982        | 24 ans | 1,91 m | États-Unis  | Intérieure |
| 5      | Claire Seigle     | x                 | 25 ans | 1,78 m | France      | Arrière    |
| 6      | Laurence Cayot    | 1977              | 29 ans | 1,80 m | France      | Arrière    |
| 7      | Laina Badiane     | 07/09/1985        | 21 ans | 1,82 m | France      | Intérieure |
| 8      | Émilie Duvivier   | 05/02/1984        | 22 ans | 1,68 m | France      | Meneuse    |
| 9      | Slavka Frniakova  | 09/09/1979        | 27 ans | 1,67 m | Slovaquie   | Meneuse    |
| 10     | Stéphanie Dubois  | 18/06/1983        | 23 ans | 1,83 m | France      | Ailière    |
| 13     | Martina Luptakova | 15/11/1977        | 28 ans | 1,84 m | Slovaquie   | Ailière    |
| 14     | Evija Azace       | 09/04/1976        | 30 ans | 1,95 m | Lettonie    | Pivot      |
| 15     | Marie Bacquet     | 26/11/1983        | 22 ans | 1,92 m | France      | Pivot      |

### Saison 2005-2006 (LFB)
Entraineur : Corinne Benintendi
Entraineur adjoint : Mathieu Chauvet
| Numéro | Nom                  | Date de naissance | Age    | Taille | Nationalité        | Poste      |
| 5      | Stéphanie Pognon     | x                 | 24 ans | 1,72 m | France             | Arrière    |
| 6      | Laurence Cayot       | 1977              | 28 ans | 1,80 m | France             | Arrière    |
| 7      | Morgane Cardin       | 19/12/1982        | 22 ans | 1,80 m | France             | Ailière    |
| 8      | Émilie Duvivier      | 05/02/1984        | 21 ans | 1,68 m | France             | Meneuse    |
| 9      | Ceylia Peyrol        | x                 | 29 ans | 1,88 m | France             | Intérieure |
| 10     | Florence Genier      | x                 | x      | 1,96 m | France             | Pivot      |
| 11     | Kateryna Pilyashenko | 19/10/1980        | 24 ans | 1,97 m | Ukraine            | Pivot      |
| 12     | Alice Viotty         | x                 | 24 ans | 1,83 m | France             | Ailière    |
| 13     | Martina Luptakova    | 15/11/1977        | 27 ans | 1,84 m | Slovaquie          | Ailière    |
| 14     | Silvia Janostinova   | 23/06/1978        | 27 ans | 1,93 m | Slovaquie          | Intérieure |
| 15     | Jadranka Savic       | x                 | 33 ans | 1,72 m | Bosnie-Herzégovine | Meneuse    |
| 15     | Yolanda Paige        | 18/09/1983        | 23 ans | x      | États-Unis         | Meneuse    |
|        | Aurélie Testud       | x                 | x      | x      | France             | Intérieure |

### Saison 2004-2005 (NF1)
Entraineur : Corinne Benintendi
| Nom                      | Date de naissance | Age    | Taille | Nationalité | Poste      |
| Marie Vicente Santa Cruz | 06/09/1979        | 25 ans | 1,70 m | France      | Meneuse    |
| Émilie Duvivier          | 05/02/1984        | 20 ans | 1,68 m | France      | Meneuse    |
| Stéphanie Pognon         | x                 | 23 ans | 1,72 m | France      | Arrière    |
| Laurence Cayot           | 1977              | 27 ans | 1,80 m | France      | Arrière    |
| Morgane Cardin           | 19/12/1982        | 21 ans | 1,80 m | France      | Ailière    |
| Alice Viotty             | x                 | 23 ans | 1,83 m | France      | Ailière    |
| Perrine Chinal           | x                 | x      | x      | France      | x          |
| Aurélie Testud           | x                 | x      | x      | France      | Intérieure |
| Kateryna Pilyashenko     | 19/10/1980        | 23 ans | 1,97 m | Ukraine     | Pivot      |